# Mikroregion Rožnovsko
Společenství obcí Mikroregion Rožnovsko, s.o. je založeno ve smyslu ustanovení § 53a a násl. zákona č.128/2000 Sb., o obcích (obecní zřízení), ve znění pozdějších předpisů (dále jen „zákon o obcích“). 
Jedná se o právnickou osobu, svazek obcí, která je založena za účelem ochrany a prosazování společných zájmů členských obcí, kterými jsou především péče o všestranný rozvoj zájmového území, péče o potřeby občanů členských obcí a ochrana veřejného zájmu. Společenství obcí vyvíjí svou činnost v rámci funkčního mikroregionu, jež je tvořen geografickou oblastí vymezenou katastrálním územím členských obcí v rámci správního obvodu obce s rozšířenou působností Rožnov pod Radhoštěm.
Jeho sídlem je Rožnov pod Radhoštěm, sdružuje celkem 9 obcí a byl založen v roce 2000.

## Obce sdružené v mikroregionu
- Dolní Bečva
- Horní Bečva
- Hutisko-Solanec
- Prostřední Bečva
- Rožnov pod Radhoštěm
- Valašská Bystřice
- Vidče
- Vigantice
- Zubří